# 岡山機場
岡山機場（日语：／ Okayama kūkō */?）位於日本岡山縣岡山市，根據日本《機場整備法》被分为第三種機場。
机场拥有「岡山桃太郎機場」（岡山桃太郎空港）的愛稱。

## 歷史
- 1988年3月11日：於岡山市日應寺啟用。跑道長2,000公尺。
- 1993年：跑道延長至2,500公尺，提供國際線服務。
- 1995年：阪神大地震導致新幹線停駛。岡山機場臨時加開飛往大阪國際機場的航線，使用飛往東京線的波音747客機。
- 1998年：機場貨運站完成。
- 2001年10月：跑道延長至3,000公尺。
- 2005年5月：擴建國內線航廈
- 2007年7月28日：新增航線往北京、大連。（於2011年10月30日結束航線）
- 2008年4月26日：新增航線往香港。（於同年8月30日結束航線）
- 2013年4月3日：與台灣長榮航空簽訂飛往臺灣桃園國際機場（台北）的航線。（於2014年10月26日結束航線）
- 2016年3月28日：與香港航空簽訂一週七天飛往香港國際機場（香港）的航線。（於同年7月16日減班為一週2天（星期一、星期五））
- 2016年7月14日：與台灣虎航簽訂一週三天（星期一、星期四、星期日）飛往臺灣桃園國際機場（台北）的航線。
- 2024年8月19日：台灣虎航宣布開航一週三天飛往高雄國際機場的航線。

## 設施

### 一樓
- 詢問處
- 國內線到達處
- 國際線到達處
- 行李領取處
- 岡山西警察署岡山機場警備派出所
- 神戶海關宇野海關支署岡山機場辦事處
- 中國銀行岡山機場兌換處(外幣兌換業務)
- ATM
  - 中國銀行岡山機場辦事處
- 餐館、咖啡店
- 商店
- 出租車處
- 公共汽車、出租車終點站

### 二樓

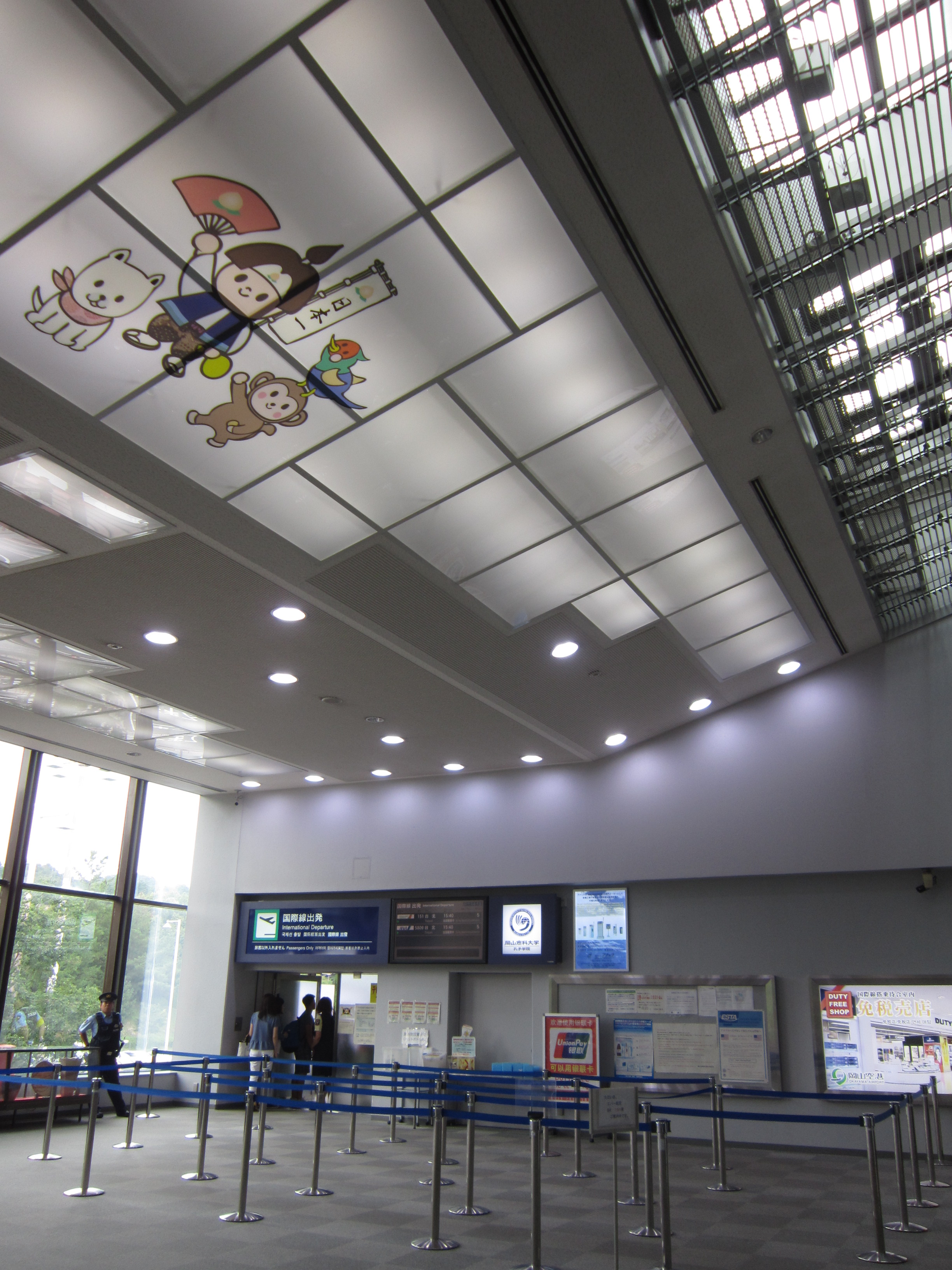
岡山機場二樓出境大廳一景(注意天花板有岡山特色桃太郎圖樣)

- 國內線出發處
- 國際線出發處
- 行李寄存處
- 入國審查處
- 出國審查處
- Wi-Fi無線上網點
- 餐館、咖啡店
- 商店

### 三樓
- 參觀·迎送處
- 餐館、咖啡店

## 航空公司與航點

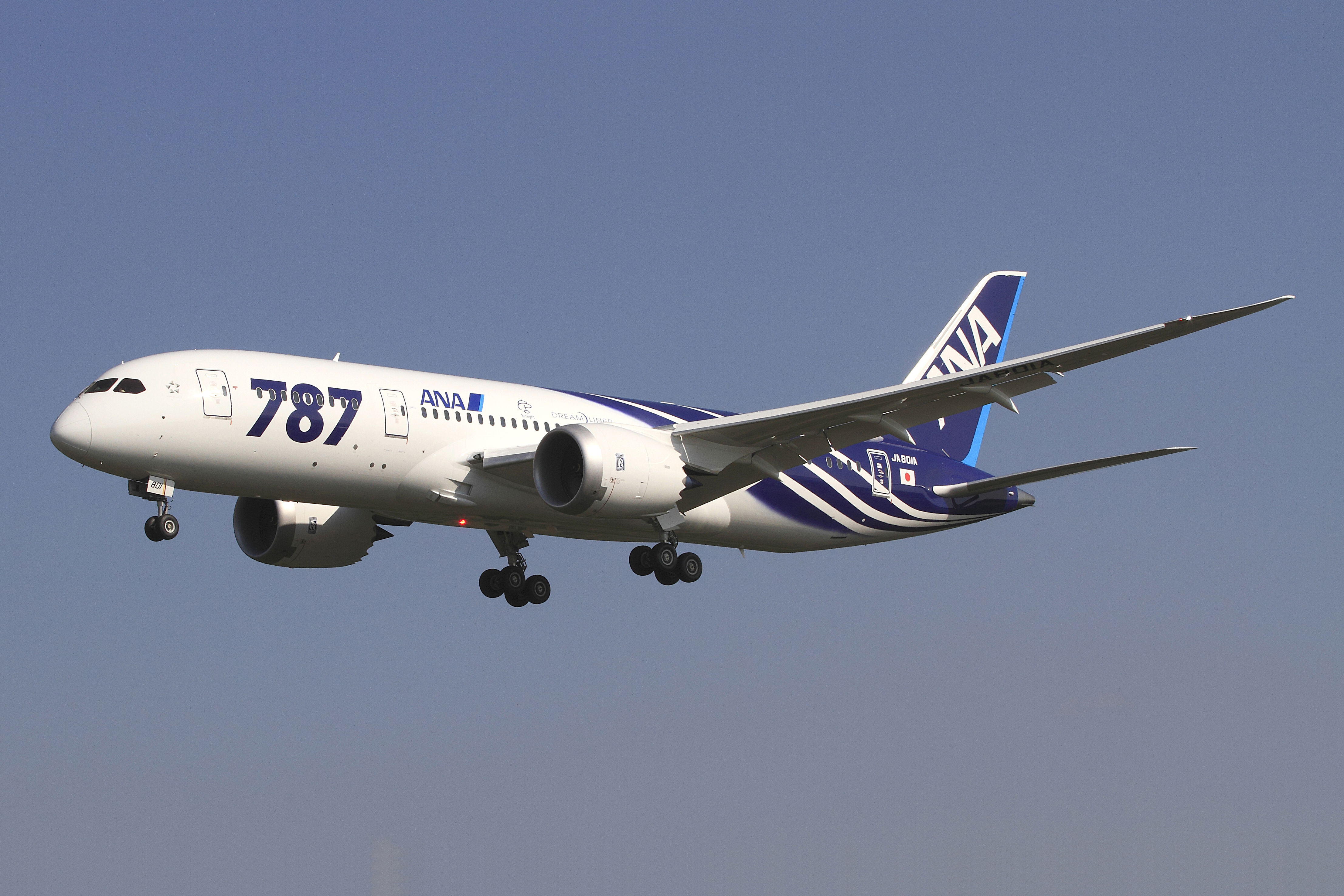
全日空的波音787-8，正在降落於岡山機場

| 航空公司                              | 目的地                 |
| ------------------------------------- | ---------------------- |
| 日本航空（JL）                        | 東京-羽田              |
| 日本航空 （由日本越洋航空營運）（NU） | 沖繩                   |
| 全日本空輸（NH）                      | 札幌-新千歲、東京-羽田 |
| 大韓航空（KE）                        | 首爾-仁川              |
| 臺灣虎航（IT）                        | 臺北-桃園 、高雄       |
| 中國東方航空（MU）                    | 上海-浦東              |

## 參看
- 日本機場列表
- 機場
- 岡南飛行場

## 外部連結
- 岡山機場 （页面存档备份，存于）（日語）（英文）（简体中文）（繁體中文）